# BGM–109 Tomahawk
A BGM–109 Tomahawk az Amerikai Egyesült Államokban a General Dynamics vállalatnál az 1970-es években kifejlesztett nagy hatótávolságú, hangsebesség alatti manőverező robotrepülőgép. Első változata tengeralattjáró fedélzetéről volt indítható, később hajófedélzeti és légi indítású változatai is megjelentek. Az elmúlt harminc évben többször modernizálták. A Raytheon cég gyártja, de kisebb mennyiséget korábban a McDonell Douglas is előállított. Hagyományos és nukleáris töltettel is felszerelhető.
Nevét az észak-amerikai indiánok hagyományos hajítófegyveréről, a tomahawkról kapta.

## Típusváltozatai
Az 1983-as hadrendbe állása óta a BGM–109 Tomahawk több változatát fejlesztették ki, számos harci résszel felszerelve.
- BGM–109A Tomahawk Land Attack Missile (TLAM–A; atomic): egy 200 kt rombolóerejű W80 típusú nukleáris harci résszel felszerelt alapváltozat. A 2010-es évek első felében kivonták a szolgálatból. A víz alatti indítású UGM–109A (TLAM–N; nuclear) változatát 1992-ben vonták ki a hadrendből.[1]
- RGM/UGM–109B Tomahawk Anti Ship Missile (TASM): rádiólokátor-vezérelt, hajóromboló robotrepülőgép-változat, melyet a 2010-es években vontak ki. Az R kezdőbetűs változatok hajóról, az U kezdőbetűs változatok vízfelszín alól voltak indíthatóak (underwater).
- BGM–109C Tomahawk Land Attack Missile (TLAM–C; conventional): hagyományos töltetű, kezdetekben az AGM–12 Bullpup rakéta harci részét alkalmazták.
- BGM–109D Tomahawk Land Attack Missile (TLAM–D; dispenser): kazettás harci résszel, résztöltetekkel felszerelt változat.
- RGM/UGM–109E Tomahawk Land Attack Missile (TLAM Block IV): a TLAM–C továbbfejlesztett változata.
- BGM–109G Gryphon Ground Launched Cruise Missile (GLCM): szárazföldi indítású, W84 típusú nukleáris harci résszel felszerelt változat. Indítása gumikerekes hordozójárműről történt. 1991-ben kivonták az aktív állományból. Feltehetően ennek és a Pershing II-nek volt köszönhető, hogy a Szovjetunió aláírta az INF-szerződést.
Az USAF alárendeltségébe tartoztak, Európában hat ezred állományában szerepelt a Gryphon: a wüschheimi légi támaszponton NSZK-ban (1985–1990), az Egyesült Királyságban a RAF Molesworth légi támaszponton (1986–1989) és a RAF Greenham Common légi támaszponton (1982–1991), a belga florennes-i légi támaszponton (1984–1989), a holland woensdrechti légi támaszponton (1987–1988) és az olasz comiso-i légi támaszponton (1983–1991). Összesen körülbelül 400 darab robotrepülőgép.
- AGM–109H/L Medium Range Air to Surface Missile (MRASM): rövidebb hatótávolságú, kétáramú gázturbinás sugárhajtóművel hajtott, levegőből indítható, kazettás harci résszel, résztöltetekkel felszerelt változat. Sosem került sorozatgyártásra 1999-es ára 569 000 USD volt.[2]

## Üzemeltető

### Az Amerikai Egyesült Államok Légiereje
A légierő az AGM–86 ALCM-mel párhuzamosan tartja hadrendjében.

### Az Amerikai Egyesült Államok Haditengerészete
1996 elején a haditengerészetnek 142 darab Tomahawkot bevetni képes hajóegysége volt, melyeken összesen 6266 indító volt. Ezek közül összesen 72 darab SSN tengeralattjáró 696 darab indítóval és 70 darab felszíni hajó 5570 darab indítóval rendelkezett. Ebben az évben több mint 4000 darab Tomahawk robotrepülőgép volt hadrendben.

## Harci alkalmazása
Első alkalmazása 1991-ben, az öbölháborúban történt. Ezt követően 1993 januárjában és júniusában ismét Irakban, majd 1995-ben Boszniában a Deliberate Force hadműveletben, majd 1991-ben Irakban a Desert Storm (Sivatagi Vihar) hadműveletben.